# Mary Cagnin
Mariana Cagnin, más conocida como Mary Cagnin, es una dibujante de cómics brasileña.

## Biografía
Licenciada en artes visuales en la Universidad Estatal Paulista, hoy trabaja como ilustradora y dibujante de cómics. En 2009 comenzó la serie de estilo manga "Vidas Imperfectas" en formato fanzine; el sexto y último número del fanzine fue publicado como PDF gratuito en 2012, y al año siguiente la serie comenzó a ser publicada por HQM Editora en HQM Mangá, en un total de tres ediciones. En 2016, pone en marcha el proyecto de financiación colectiva del relato de ciencia ficción Black Silence en la web de Catarse. En 2017, participa en la novela gráfica A Samurai: Primeira Batalha, de Mylle Silva. Ha sido galardonada con el Prêmio Angelo Agostini en la categoría de diseñadora y guionista. El mismo año es invitada por la embajada de Brasil a participar en la Feria del Libro de Gotemburgo. En 2019 oublica el webcomic Bittersweet, que es nominado al HQMix en 3 categorías, y en 2020 el cómic ganó una versión impresa.

## Premios y nominaciones
| Año  | Premio                 | Categoría                       | Obra          | Resultado | Ref           |
| ---- | ---------------------- | ------------------------------- | ------------- | --------- | ------------- |
| 2017 | Premio Angelo Agostini | Mejor dibujante                 | Black Silence | Ganador   | [ 11 ]        |
| 2017 | Troféu HQ Mix          | Mejor talento nuevo (dibujante) | Black Silence | Nominado  | [ 12 ]        |
| 2017 | Troféu HQ Mix          | Mejor talento nuevo (escritor)  | Black Silence | Nominado  | [ 12 ]        |
| 2020 | Premio Angelo Agostini | Mejor colorista                 | Bittersweet   | Ganador   | [ 13 ]        |
| 2020 | Premio Angelo Agostini | Mejor webcomic                  | Bittersweet   | Nominado  | [ 14 ]        |
| 2020 | Troféu HQ Mix          | Mejor colorista                 | Bittersweet   | Nominado  | [ 15 ]        |
| 2020 | Troféu HQ Mix          | Mejor dibujante                 | Bittersweet   | Nominado  | [ 15 ]        |
| 2021 | Premio Angelo Agostini | Mejor dibujante                 | Bittersweet   | Nominado  | [ 16 ] [ 17 ] |
| 2021 | Premio Angelo Agostini | Mejor escritor                  | Bittersweet   | Ganador   | [ 16 ] [ 17 ] |
| 2021 | Premio Angelo Agostini | Mejor publicación independiente | Bittersweet   | Nominado  | [ 16 ] [ 17 ] |